# مقاطعة ألاتشوا (فلوريدا)
مقاطعة ألاتشوا ، فلوريدا (بالإنجليزية: Alachua County, Florida)‏ هي مقاطعة تقع في ولاية فلوريدا الأمريكية.